# Аур (станция)

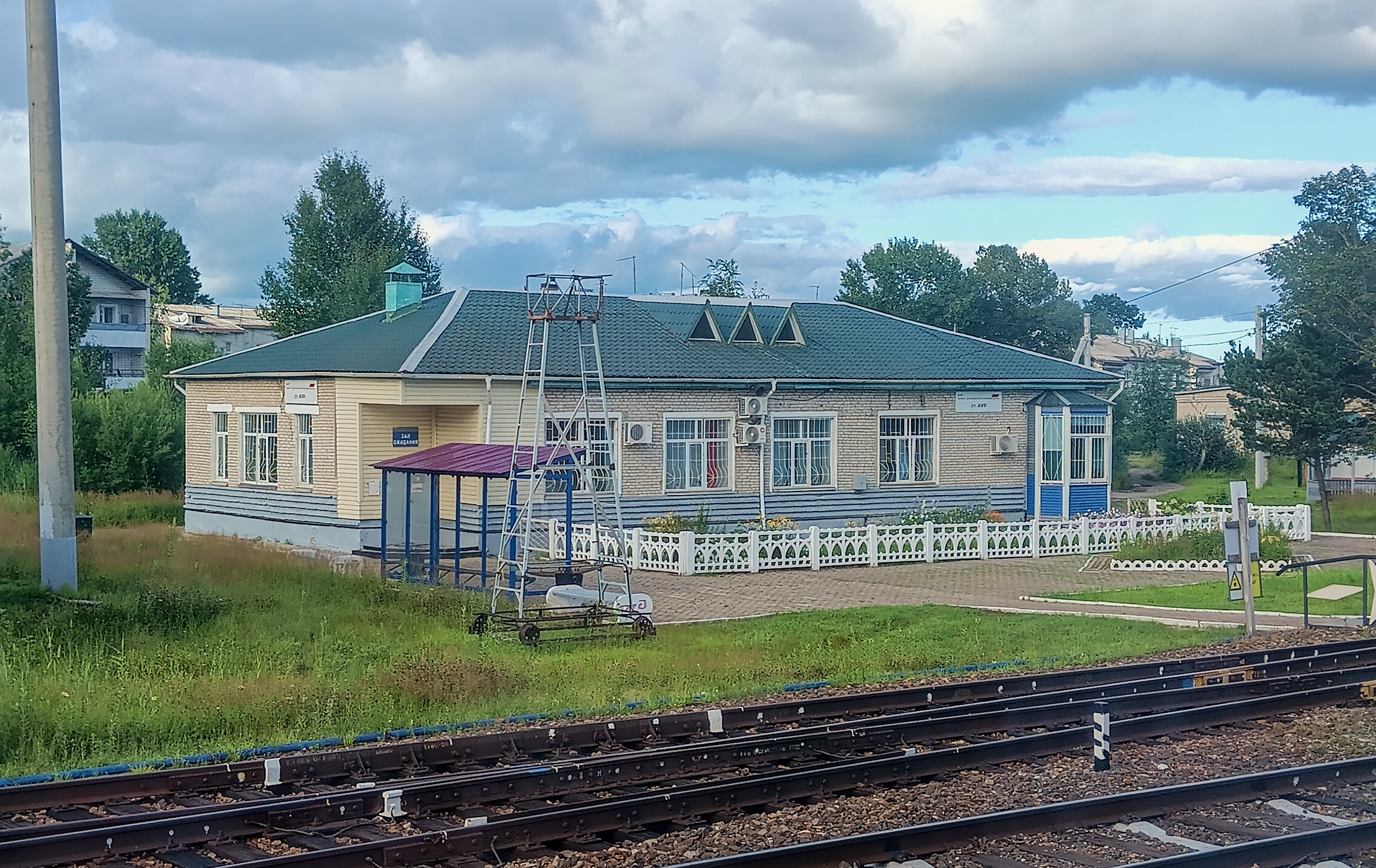
Станция Аур, 2024

Ау́р — грузовая станция Хабаровского отделения Дальневосточной железной дороги. Находится на территории села Аур Смидовичского района Еврейской автономной области. Есть подъездной путь, связывающий территорию Аурского шпалопропиточного завода со станцией Аур. Проходит федеральная автомагистраль Р297 «Амур».

## Происшествия
Широко известна стала после событий, произошедших 11 марта 2012 года, когда близ станции в 09:08 по местному времени (02:08 мск) был допущен сход с рельсов 29 вагонов, груженых углем, и 3 секций электровоза ВЛ-80С, в результате чего оказалось повреждено около 100 метров нечётного пути и 250 метров чётного пути и было сбито 4 опоры контактной сети.

## Дальнее следование по станции
По состоянию на декабрь 2025 года через станцию проходят следующие поезда:
| № поезда                      | Маршрут движения         | № поезда                 | Маршрут движения         |
| ----------------------------- | ------------------------ | ------------------------ | ------------------------ |
| 403Э                          | Хабаровск — Чегдомын     | 404Й                     | Чегдомын — Хабаровск     |
| 326Э                          | Нерюнгри — Хабаровск     | Нерюнгри — Хабаровск     | Нерюнгри — Хабаровск     |
| 035Э «Хабаровск-Благовещенск» | Хабаровск — Благовещенск | Хабаровск — Благовещенск | Хабаровск — Благовещенск |